# Rim Tim Tagi Dim
Рим тим таги дим је песма хрватског певача Бејби Лазања, која ће представљати Хрватску на Песми Евровизије 2024, која ће се одржати у Малмеу.

## Позадина
Рим тим таги дим је написао и компоновао Марко Пуришић, који користи псеудоним Бејби Лазања. Инспирисана је његовом шансом да се запосли на крузеру коју је одбио. Песма је званично најављена као резервна песма за хрватско национално финале за Песму Евровизије 2024. године, како би послужила у случају да се било која пријава у главној постави повуче.
У бројним интервјуима Марко наводи да је песма инспирисана масовним егзодусом младих који су одлазили из Хрватске ради бољих прилика у иностранство.

## Дора 2024.
Хрватска радиотелевизија је организовала је такмичење од 24 учесника, Дора 2024, за избор представника Хрватске за Песму Евровизије 2024. године. Пуришићева нумера улази у такмичење, након што се једна од изабраних учесница повукла из такмичења. По објављивању резултата гласања у великом финалу 25. фебруара, откривено је да је песма победила на такмичењу, освојивши највише гласова жирија и публике. Као резултат, песма је освојила права да представља Хрватску на Песми Евровизије 2024. године.

## Топ листе
| Листа                  | Највиша позиција |
| ---------------------- | ---------------- |
| Хрватска (Billboard)   | 2                |
| ХР топ 40              | 1                |
| Литванија (AGATA)      | 24               |
| Холандија (Single Tip) | 28               |